# Alt-Weißenfels

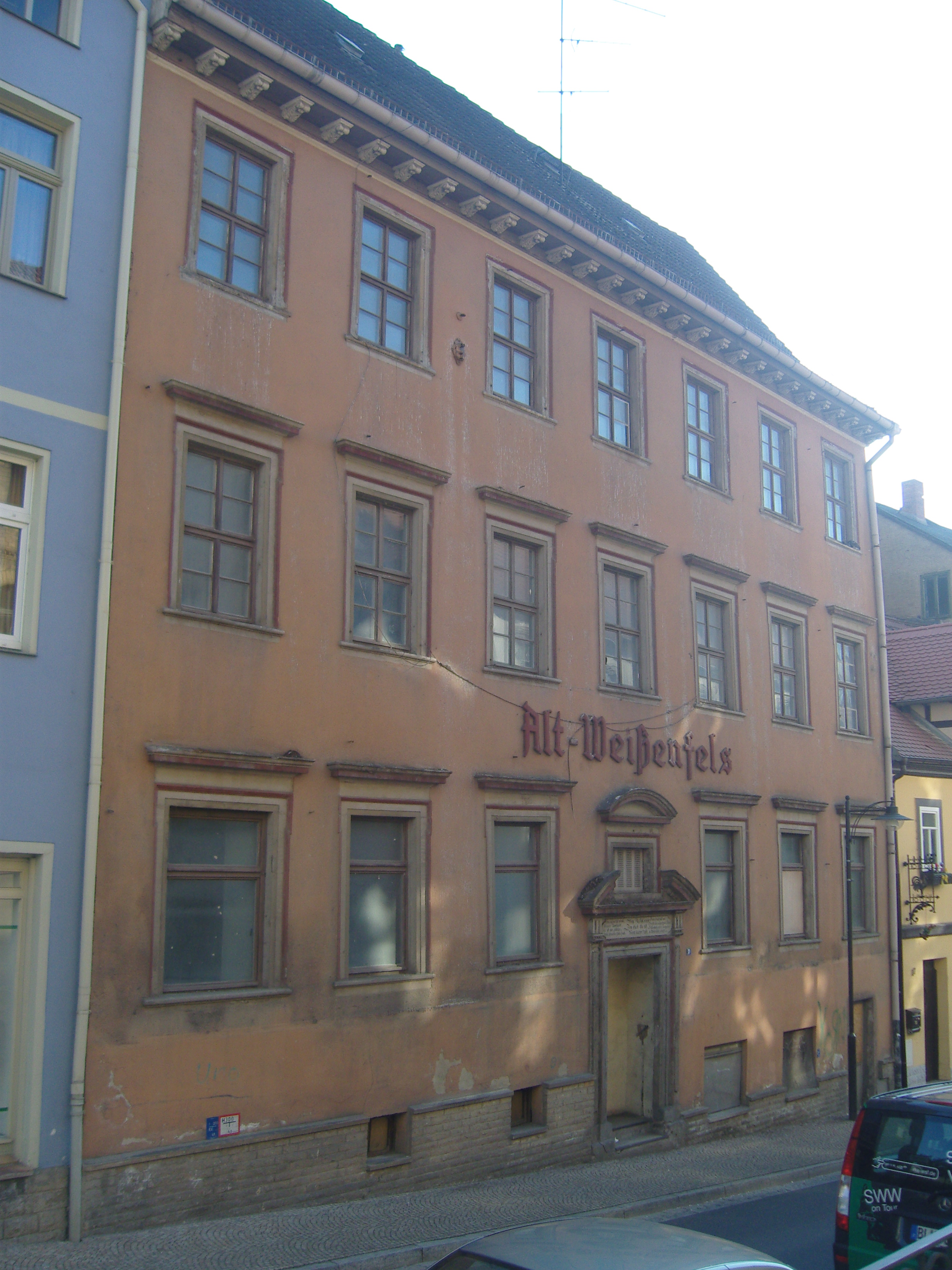
Gasthaus Alt-Weißenfels

Das Gasthaus Alt-Weißenfels ist ein denkmalgeschütztes Gebäude in der Stadt Weißenfels in Sachsen-Anhalt. Im örtlichen Denkmalverzeichnis ist das Gebäude unter der Erfassungsnummer 094 11385 als Baudenkmal verzeichnet.

## Allgemeines
Bei dem Gebäude mit der Adresse Große Burgstraße 19 in Weißenfels handelt es sich um ein ehemaliges Gasthaus. Laut einer Inschrift über dem Eingang des Gebäudes wurde es 1697 vom Hofperückenmacher Adam Süßenbach erbaut. Die Inschrift lautet:
Was ich hier fest gebaut,

ist lauter Unbestandt

Es ist nur zeitliches

Doch schenckt es Gottes Hand.

Wem Gott erfreut

Dem schadt kein leidt

Noch falscher Neidt.

Dieses Hauß hatt von

Grund aus aufgebauet Adam

Süßenbach erster Paruguirer

in Weißenfels: 1697

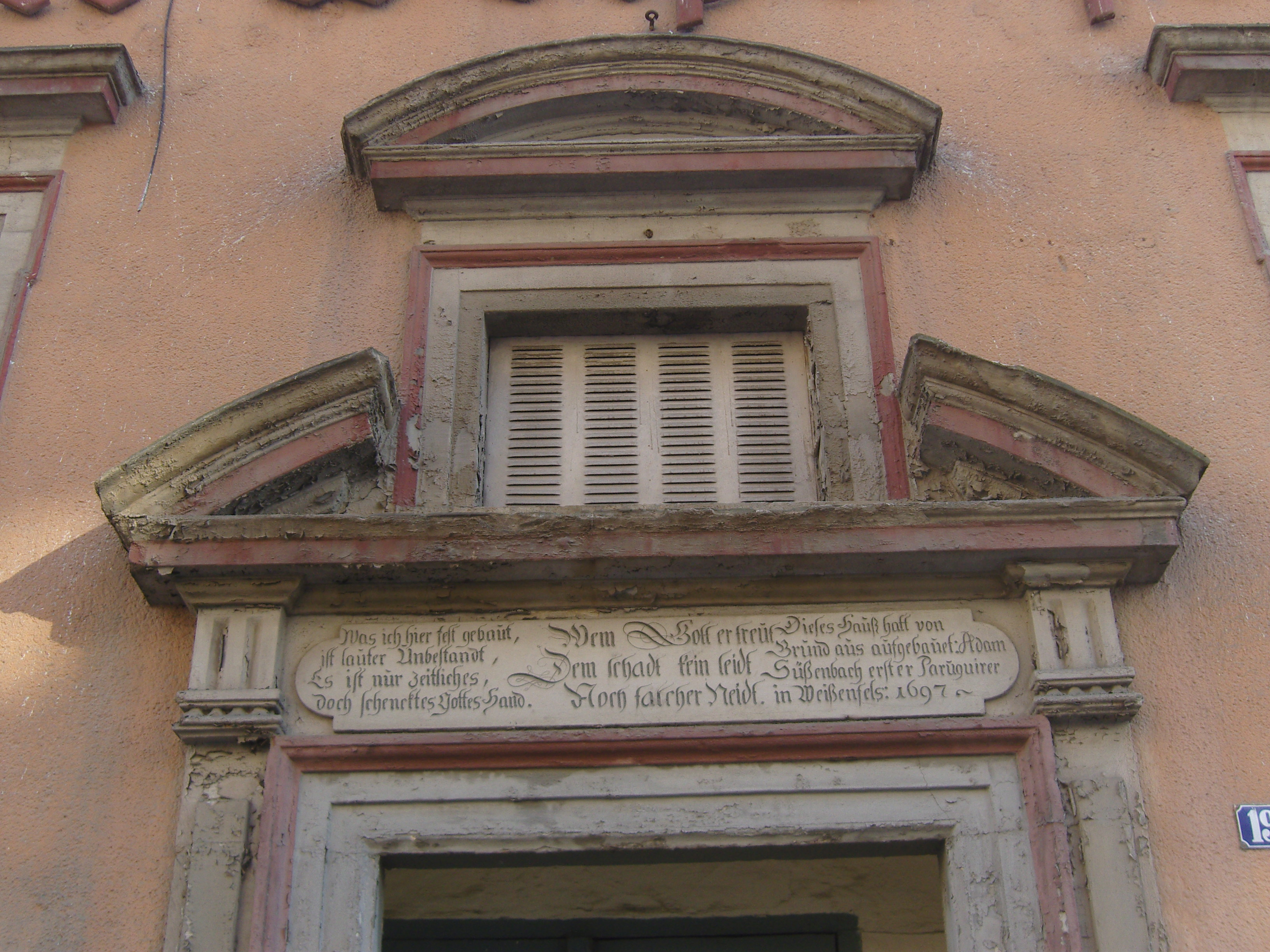
Detail des Eingangs mit Inschrift

Das Gebäude verfügt über drei Geschosse, einen Wirtschaftskeller sowie einen Gewölbekeller. Die Bauweise des Gebäudes entspricht eher heutigen Hotels als den damaligen Gasthäusern. Heute wird das leer stehende Gebäude von der Hochschule Merseburg für fotografische Installationen genutzt. Von 2012 bis 2015 waren dort Fotografien von älteren Weißenfelsern zu sehen. Seitdem sind dort Nachbildungen der Bilder des Fotografen Horst P. Horst, der 1905 in Weißenfels als Horst Paul Albert Bohrmann geboren wurde zu sehen.